# Mönchhagen
Mönchhagen település Németországban, Mecklenburg-Elő-Pomeránia tartományban. Lakosainak száma 1268 fő (2023. december 31.). Mönchhagen Rövershagen, Bentwisch és Rostock községekkel határos.

## Népesség
A település népességének változása:
| Lakosok száma | 1235 | 1260 | 1291 | 1280 | 1268 |
|               | 2017 | 2019 | 2021 | 2022 | 2023 |